# Tamahaq
El tamahaq (Tahaggart Tamahaq, Tamahaq Tahaggart) és l'única de les llengües tuaregs parlada a Algèria, Líbia occidental i Níger septentrional. Varia poc de l'amazic tuareg meridional parlat a les muntanyes d'Aïr, Azawagh i Adagh. Les diferències consisteixen majoritàriament en substitucions de sons com tamahaq en comptes de tamajaq o tamasheq.

## Varietats
Hi ha tres varietats principals de tamahaq:
- Tahaggart, parlat al voltant de les muntanyes Ahaggar, al sud d'Algèria, per la confederació Kel Ahaggar.
- Ajjer, parlat per la confederació Kel Ajjer
- Ghat, parlat al voltant de Djanet, al sud-est d'Algèria, i Ghat, a Líbia.

Segons Blench, tahaggart i ghat serien llengües tuaregs diferenciades.